# John Keats

John Keats, gemalt von William Hilton

John Keats ([dʒɒn ˈkiːts]; * 31. Oktober 1795 in London; † 23. Februar 1821 in Rom, Kirchenstaat) war ein britischer Dichter. Neben Lord Byron und Percy Bysshe Shelley zählt er zu den bedeutendsten Vertretern der zweiten Generation der englischen Romantik.

## Leben und Werk

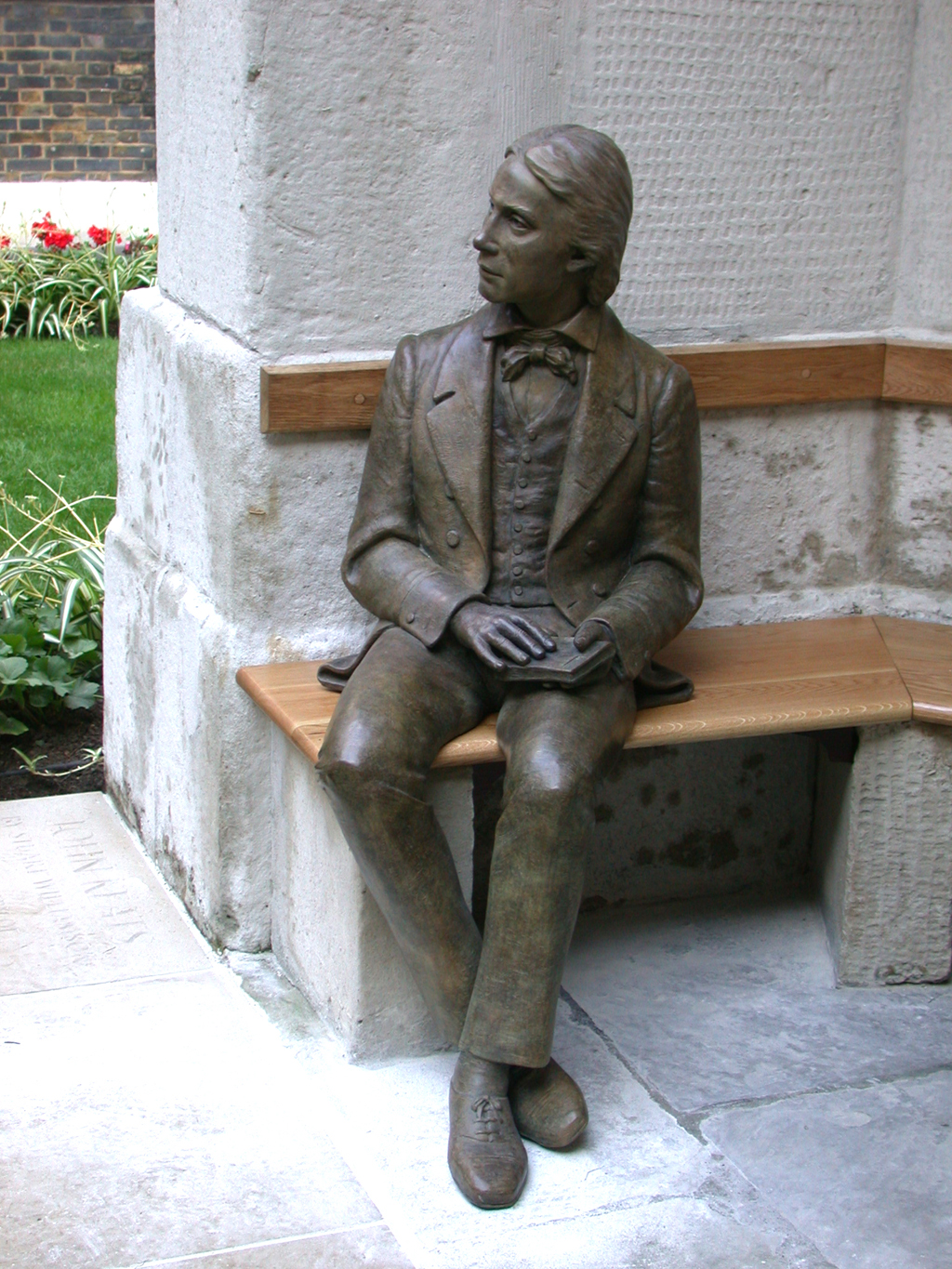
John-Keats-Statue

John Keats wurde geboren an Halloween 1795 in Moorgate, London in einem Mietstall. Er war Sohn eines Stallmeisters und seiner Ehefrau. Seine ersten sieben Jahre verliefen glücklich. Dies änderte sich 1803, als sein Vater infolge eines Schädelbruchs starb, den er sich bei einem Sturz von seinem Pferd zugezogen hatte. Seine Mutter heiratete kurze Zeit später erneut, verließ ihren zweiten Ehemann aber bald wieder und zog mit ihren Kindern zu Keats’ Großmutter. Dort besuchte Keats die Clarke’s School, an der seine Liebe zur Literatur geweckt wurde. 1810 starb seine Mutter an Tuberkulose. Keats und seine Geschwister blieben in der Obhut der Großmutter zurück. John Keats hatte einen älteren Bruder George, der nach Amerika auswanderte, und einen jüngeren namens Tom.
Mit dem Sohn des Schulleiters, Charles Cowden Clarke, der ihm auch zusätzliches Schulwissen vermittelte, verband Keats eine dauerhafte Freundschaft und Liebe zur Literatur (siehe dazu auch Keats’ Worte “you first taught me all the sweets of song” in seiner Epistle to Charles Cowden Clarke). Die Großmutter bestellte zwei Vormünder für ihren Enkel, und diese holten Keats aus der Schule, um ihn 1811 bei einem Chirurgen in Edmonton (heute ein Stadtteil von London) in die Lehre zu geben. Nach einer Auseinandersetzung mit diesem beendete Keats das Lehrverhältnis 1814 und ging nach London, wo er am Guy’s Hospital, wo seit 2007 die John-Keats-Statue an ihn erinnert, und am St Thomas’ Hospital weiterlernte. Im Jahr 1814 widmete er mehr und mehr Zeit dem Studium der Literatur. Keats verfügte seit Juli 1816 über eine Ausbildung und Zulassung als Apotheker, der auch hausärztlich arbeiten durfte und gelegentlich selbst das Opiumpräparat Laudanum zu sich nahm.

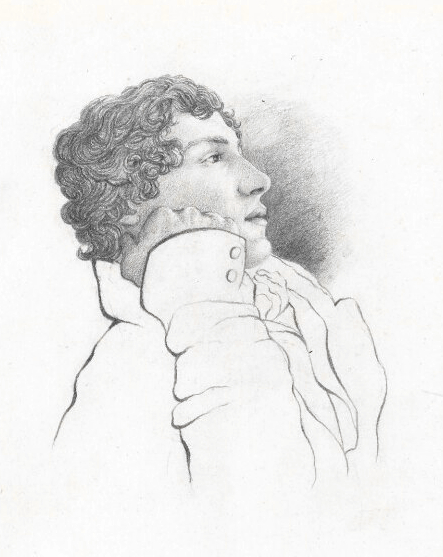
Charles Brown: John Keats, 1819

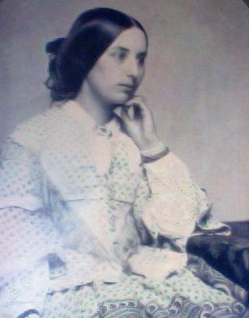
Ambrotypie von Fanny Brawne (circa 1850)

Die Beschäftigung mit dem Werk von Edmund Spenser, im Besonderen mit The Faerie Queene, wurde zum Wendepunkt in Keats’ Entwicklung als Dichter und veranlasste ihn, unter dem Titel Imitation of Spenser sein erstes Gedicht zu schreiben. Er schloss Freundschaft mit dem Schriftsteller Leigh Hunt, der ihm half, seine Gedichte 1816 zu veröffentlichen. 1817 entschied sich Keats, seine medizinische Tätigkeit aufzugeben, und brachte den ersten Band unter dem Titel Poems heraus. Keats’ Werke wurden nicht gut aufgenommen. John Gibbons Lockhart bezeichnete sie im Blackwood’s Magazine als Dichtung von sozial niederer Herkunft (Cockney Poetry).
Im Sommer 1817 reiste Keats auf die Isle of Wight. Während seiner Arbeit stieß bald sein jüngerer Bruder Tom zu ihm, der sich seiner Pflege anvertrauen musste: Er litt wie seine Mutter an Tuberkulose. Tom und John Keats lebten zu dieser Zeit gemeinsam in einem kleinen Raum. Nach der Fertigstellung seines epischen Gedichts Endymion ging Keats zusammen mit seinem Freund Charles Armitage Brown auf Wanderschaft nach Schottland und Irland. Dort zeigten sich bei ihm erste Symptome der Lungentuberkulose; vorsichtshalber kehrte er zurück. Zuhause fand er Toms Gesundheitszustand verschlechtert vor und musste erfahren, dass sein Gedicht Endymion – wie seine früheren Gedichte auch – das Ziel höhnischer Kritiken geworden war.
Im Dezember 1818 starb Tom Keats an der Tuberkuloseinfektion. John Keats zog erneut um, um in Browns Haus in London zu leben. Dort traf er Fanny Brawne, die mit ihrer Mutter ebenfalls in dem Haus wohnte, und verliebte sich in sie. Die nach Fannys Tod erfolgte Veröffentlichung seiner Liebesbriefe an sie und einiger Notizen durch ihre Nachkommen wurde in der viktorianischen Gesellschaft zum Skandal. In einem Brief beispielsweise schwor der bereits schwerkranke John Keats, Fanny Brawnes Unterschrift zu küssen – da er sie nicht küssen und damit riskieren könne, sie anzustecken.

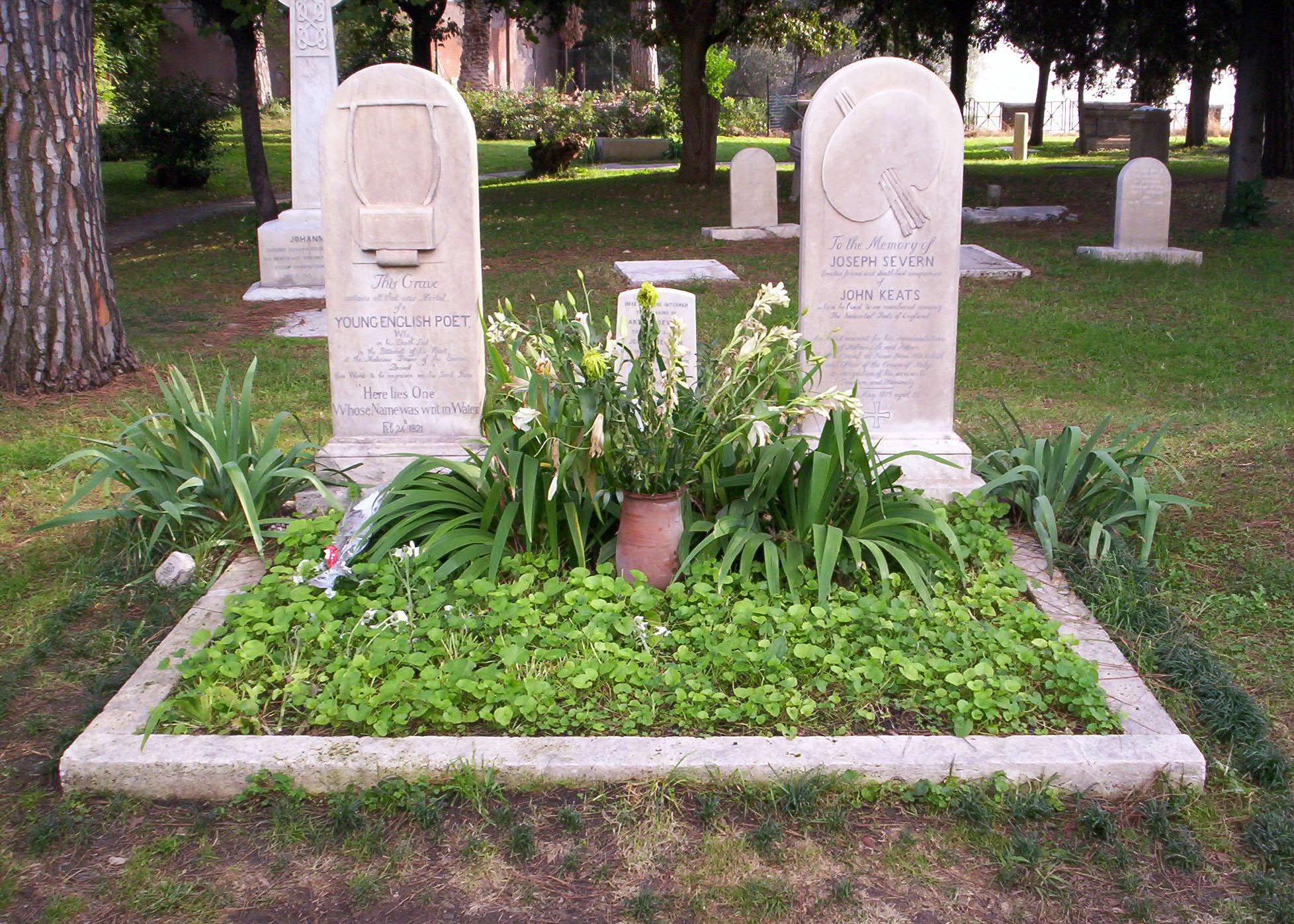
Keats’ Grab (linker Grabstein), daneben das Grab seines Freundes Joseph Severn

In jener Zeit, besonders im Frühjahr und Sommer 1819, schrieb Keats seine berühmtesten Gedichte wie Ode to Psyche, Ode on a Grecian Urn, Ode to a Nightingale (deutlicher als seine anderen Gedichte  Auswirkungen von Keats Opiumerfahrungen zeigend), On melancholy und To autumn. Diese Gedichte zeigen ihn als Meister lyrischer Meditationen und reflektierender Verse, welche die traditionellen Konventionen der Gattung überwinden. Thematisch behandeln sie Fragen nach Schönheit, Vergänglichkeit und Tod.

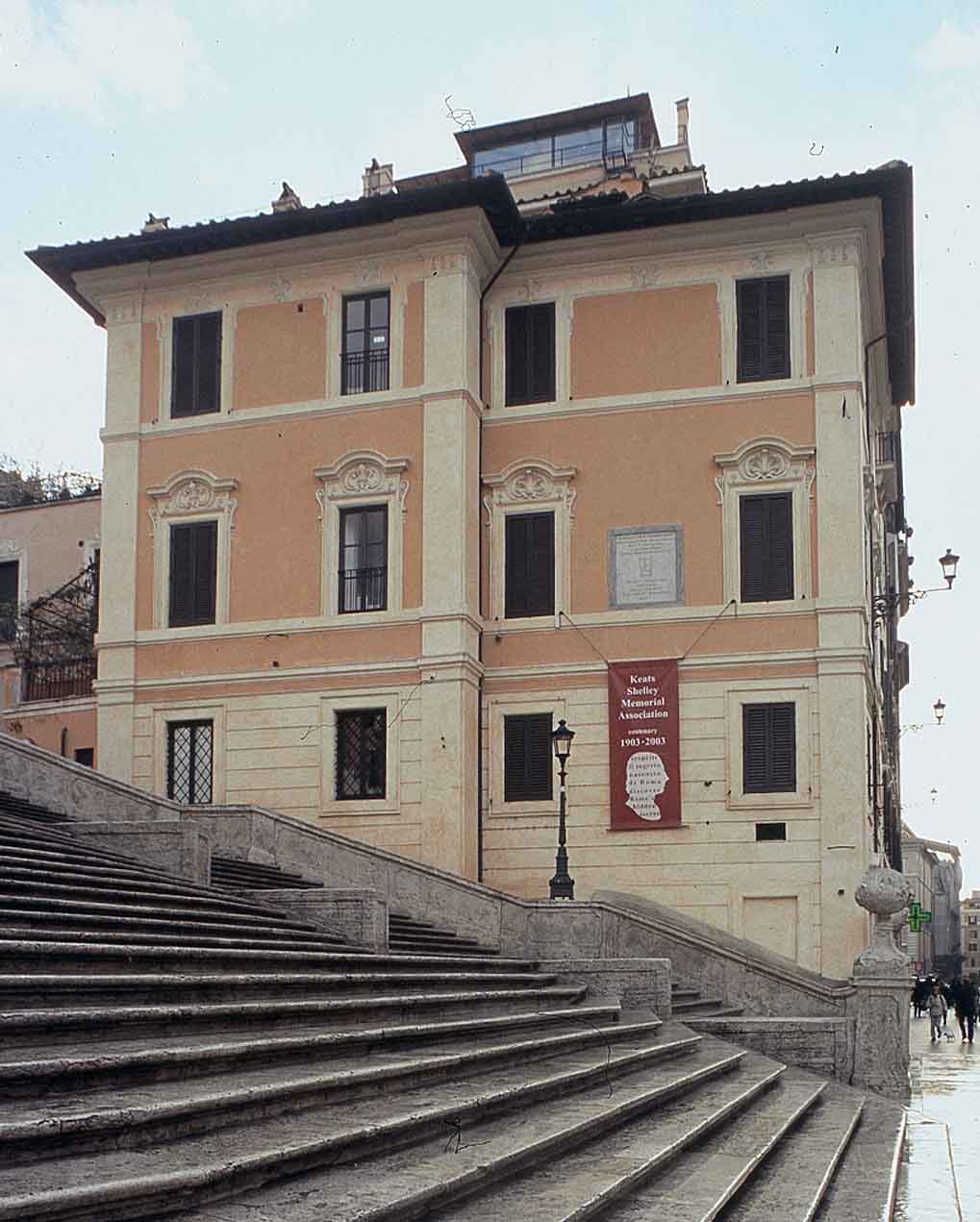
Keats’ Haus in Rom

Die Beziehung zu Fanny Brawne wurde abgebrochen, als Keats 1820 deutlichere Anzeichen der Krankheit, etwa Bluthusten, zeigte, die in seiner Familie wütete. Auf Vorschlag seiner Ärzte verließ er im September 1820 die ungesunde Londoner Luft und reiste auf Einladung von Percy Bysshe Shelley mit seinem Freund Joseph Severn nach Rom. Dort lebte er im späteren Keats-Shelley House an der Piazza di Spagna. Im Januar 1821 verschlimmerte sich sein Zustand. Keats starb am 23. Februar 1821, ohne dass er versucht hatte, zu Shelley Kontakt aufzunehmen. Dieser erfuhr erst am 15. April bei seiner Rückkehr von Livorno nach Pisa vom Tode Keats’. Keats wurde auf dem Protestantischen Friedhof in Rom begraben. Seine letzte Bitte wurde erfüllt, auf seinem Grabstein stehen die Worte: “Here lies One Whose Name was writ in Water.”
Oscar Wilde schrieb später:

“[…] who but the supreme and perfect artist could have got from a mere colour a motive so full of marvel: and now I am half enamoured of the paper that touched his hand, and the ink that did his bidding, grown fond of the sweet comeliness of his charactery, for since my childhood I have loved none better than your marvellous kinsman, that godlike boy, the real Adonis of our age […] In my heaven he walks eternally with Shakespeare and the Greeks.”

„[…] wer außer dem vorzüglichsten und perfekten Künstler könnte aus einer bloßen Farbe ein Motiv so voller Wunder erschaffen: und jetzt bin ich fast verliebt in das Papier, das diese Hand berührte, und die Tinte, die seine Befehle ausführte; lieb gewonnen habe ich die süße Anmut seiner Handschrift; denn ich habe seit meiner Kindheit niemanden mehr geliebt als euren wunderbaren Verwandten, diesen gottgleichen Jungen, den wahren Adonis unserer Zeit […] In meinem Himmel geht er ewig neben Shakespeare und den Griechen.“

## Ehrungen
1976 wurde der Merkurkrater Keats nach ihm benannt, ebenso 1990 der Asteroid (4110) Keats. 1985 wurde der Kurzdokumentarfilm Keats and His Nightingale: A Blind Date über ihn veröffentlicht.
Die Figur des John Keating im Film Der Club der toten Dichter ist an ihn angelehnt.

## Sonstiges

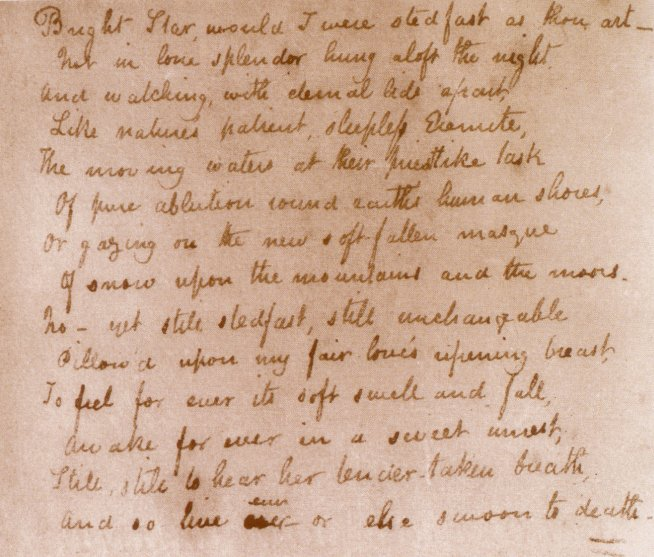
Text des Sonetts Bright Star

- In dem vierteiligen Science-Fiction-Zyklus Hyperion/Endymion von Dan Simmons nehmen Keats’ Werke eine zentrale Rolle ein. Auch stellt eine gleichnamige Nebenfigur eine KI-Persönlichkeitsrekonstruktion des Dichters dar.
- Der 2009 gedrehte Film Bright Star mit dem deutschen Titel Meine Liebe. Ewig der neuseeländischen Regisseurin Jane Campion basiert auf der Biografie Keats von Andrew Motion. Der englische Titel zitiert die erste Zeile des Liebes-Sonetts Bright star, would I were stedfast as thou art. Der Film konzentriert sich auf die letzten drei Lebensjahre des Dichters und seine romantische Liebe zu Fanny Brawne, aus deren Sicht die Geschichte erzählt wird. Jane Campions romantischer und trauriger Film lebt aus dem Briefwechsel des Paares und durch die zahlreich zitierten Gedichte Keats’. Die Titelpartien sind mit Ben Whishaw und Abbie Cornish besetzt.

## Werke (Auswahl)
Einzelausgaben

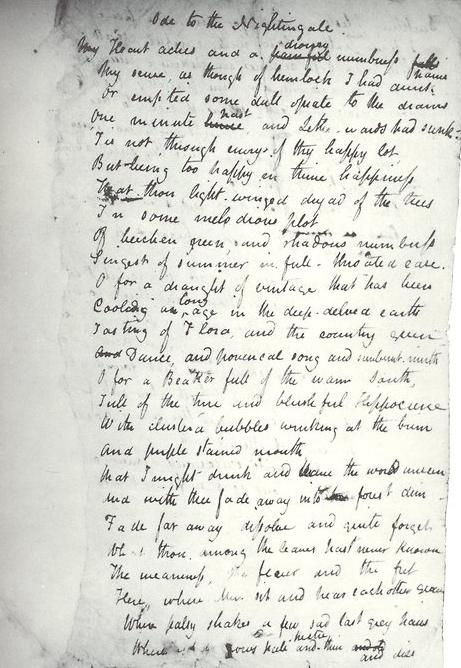
Ode to a Nightingale, Fitzwilliam Museum

- On First Looking into Chapman’s Homer (1816)
- Sleep and Poetry (1816)
- Endymion: A Poetic Romance (1817)
- Hyperion (1818)
- The Eve of St. Agnes (1819)
- Bright star, would I were stedfast as thou art (1819)
- La Belle Dame sans Merci: A Ballad (1819)
- Ode to Psyche (1819)
- Ode to a Nightingale (1819)[12]
- Ode on a Grecian Urn (Ode auf eine griechische Urne, 1819)
- Ode on Melancholy (1819)
- Ode on Indolence (1819)
- Lamia (1819) (Lamia bei Wikisource)
- An den Herbst To Autumn (1819)
- The Fall of Hyperion: A Dream (1819)
- Negative Capability (1817) (siehe Artikel Negative Capability)
- The Mansion of Many Apartments (1818)
- Auf eine griechische Urne. Gedichte zweisprachig. Insel-Verlag, Frankfurt am Main 1996, ISBN 3-458-33916-7 (übersetzt von Heinz Piontek; Nachdr. d. Ausg. Leipzig 1960).

Werkausgaben
- Miriam Allott (Hrsg.): The Poems of John Keats (= Longman annotated English Poets). Longman, London 1970, ISBN 0-582-48446-4 (8th impression. ebenda 1995, ISBN 0-582-48457-X).
- Heatcote W. Garrod (Hrsg.): The Poetical Works of John Keats. Oxford University Press, London 1956 (11th imprint als: Keats Poetical Works. ebenda 1992, ISBN 0-19-281067-7).
- Jack Stillinger (Hrsg.): John Keats. The Poems. Belknap Press of Harvard University Press, Cambridge MA 1978 (9th printing als: John Keats. Complete Poems. ebenda 2003, ISBN 0-674-15431-2).
- Werke und Briefe. Lyrik (Englisch und Deutsch), Verserzählungen, Drama und Briefe (Deutsch). Ausgewählt und übersetzt von Mirko Bonné unter Verwendung der Briefübersetzung von Christa Schuenke mit einem Nachwort von Hermann Fischer. Philipp Reclam jun. Stuttgart 1995, ISBN 978-3-15-009403-7.
- John Keats: Liebesbriefe an Fanny Brawne. Aus dem Englischen von Beate Kirchengast. Nostrum Verlag, Mülheim an der Ruhr 2018. ISBN 978-3-9816465-7-3.

### Aufsätze
- Walter Jackson Bate: Negative Capability: The Intuitive Approach in Keats (1965). (Nachdruck mit einer neuen Einleitung von Maura Del Serra). Contra Mundum Press, New York 2012.
- Gerhard Hoffmann: John Keats, „La Belle Dame Sans Merci“. In: Karl Heinz Göller (Hrsg.): Die englische Lyrik. Von der Renaissance bis zur Gegenwart. Band 2. Bagel-Verlag, Düsseldorf 1968, S. 64–75.
- William B. Ober: Drowsed with the Fume of Poppies: Opium and John Keats. In: William B. Ober: Boswell’s Clap and Other Essays. Medical Analyses of Literary Men’s Afflications. Southern Illinois University Press, 1979; Taschenbuchausgabe: Allison & Busby, London 1988, Neuauflage ebenda 1990, ISBN 0-7490-0011-2, S. 118–136.
- Helmut Viebrock: John Keats, „Ode on a Grecian Urn“. In: Karl Heinz Göller (Hrsg.): Die englische Lyrik. Von der Renaissance bis zur Gegenwart. Band 2. Bagel-Verlag, Düsseldorf 1968, S. 76–88.
- Earl Wasserman: John Keats‘ „Ode on a Grecian Urn“. In: Willi Erzgräber (Hrsg.): Interpretationen Band 8 – Englische Literatur von William Blake bis Thomas Hardy. Fischer Verlag, Frankfurt a. M. et al. 1970, S. 113–145.
- Egon Werlich: John Keats, „To Autumn“. In: Egon Werlich: Poetry Analysis. Great English Poems interpreted. With additional Notes on the biographical, historical, and literary Background. 4. Auflage. Lensing-Verlag, Dortmund 1979, S. 101–121.
- Christoph Wurm: Vermittelter Genuss – Vergil, Homer und John Keats. In: Forum Classicum. 1/2010, S. 20–24.
- Keats, John. In: Encyclopædia Britannica. 11. Auflage. Band 15: Italy – Kyshtym. London 1911, S. 708 (englisch, Volltext [Wikisource]).

### Monographien
- Denise Gigante: The Keats brothers: the life of John and George. Belknap Press Cambridge MA [u. a.]: 2011, ISBN 978-0-674-04856-0.
- Amy Lowell: John Keats. Biografie in 2 Bänden. Houghton Mifflin, Boston 1925.
- James R. MacGillivray: Keats. A Bibliography and Reference Guide with an Essay on Keats’s Reputation (= Studies and Texts. Vol. 3, ZDB-ID 1410377-1). University of Toronto Press, Toronto 1949 (Nachdruck. ebenda 1968, ISBN 0-8020-5004-2).
- Lucasta Miller: Keats: A Brief Life in Nine Poems and One Epitaph. Alfred A. Knopf, New York 2022, ISBN 978-0-525-65583-1.
- Andrew Motion: Keats. Faber and Faber, London 1998, ISBN 0-571-17228-8.
- Jack Wright Rhodes: Keats’ Major Odes. An Annotated Bibliography of the Criticism. Greenwood Press, Westport CT u. a. 1984, ISBN 0-313-23809-X.
- Nicholas Roe: John Keats: A new life. Yale Univ. Press, New Haven [u. a.] 2012, ISBN 978-0-300-12465-1.
- Earl R. Wasserman: The Finer Tone. Keats’ Major Poems. Johns Hopkins Press, Baltimore MD 1953 (Reprint. Greenwood Press, Westport CT 1983, ISBN 0-313-24130-9).
- R. S. White: John Keats: A literary life. Palgrave Macmillan, Basingstoke [u. a.] 2010, ISBN 978-0-230-57263-8.